# 考恩
考恩（德語：Kauern）是德国图林根州的市镇，隶属于格赖茨县。总面积为8.31平方千米，截至2023年12月31日总人口为459人。

## 图库

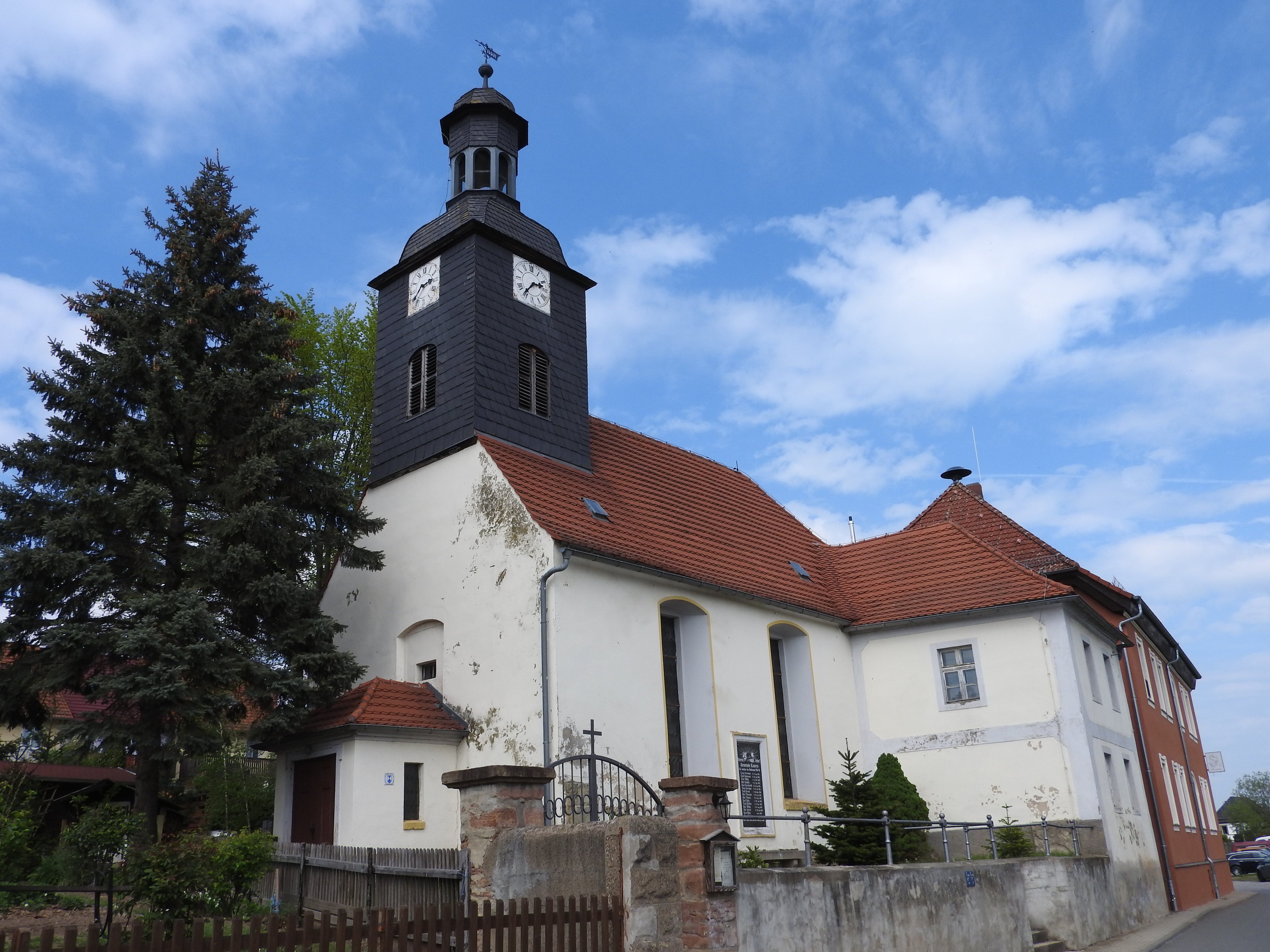
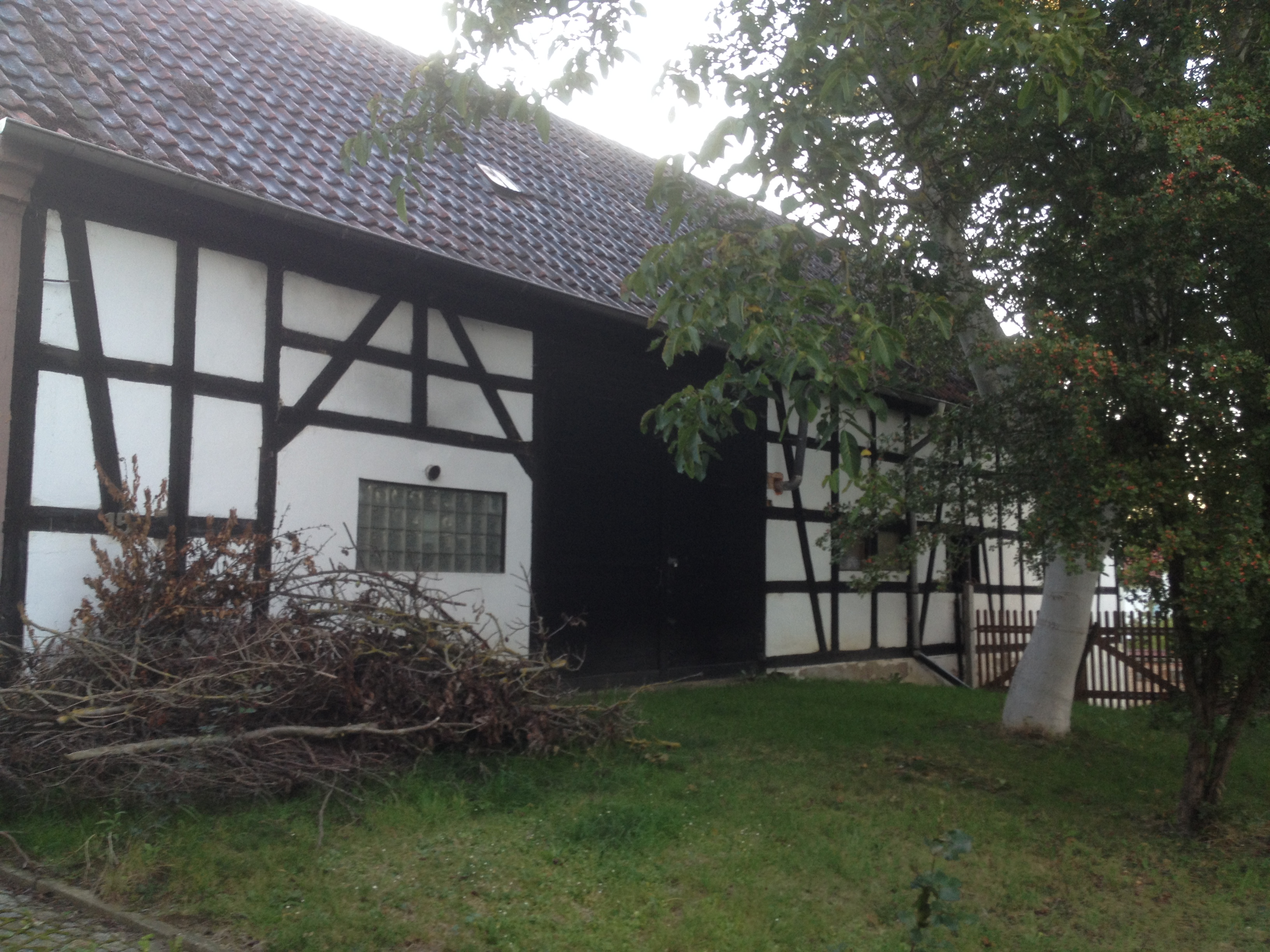